# عمر واهروش
الرايس الحاج عمر واهروش (1926 - 1994) (بالأمازيغية ⵄⵓⵎⴰⵔ ⵡⴰⵀⵔⵓⵛ) كان فنانا، شاعرا ومقاوما مغربيا من منطقة مزوضة ناحية مراكش.

## حياته
ولد عمر واهروش بدوار تيحونان، ايمزيلن قبيلة مزوضة ناحية مراكش بالمغرب. تتضارب المصادر حول تاريخ ولادته بين سنة 1926 و 1933, نظرا لعدم دقة تسجيل سنوات الولادة في تلك الفترة. تأثر عمر واهروش بوالده الذي كان كذلك رايسا واكتسب منه مهارة العزف على الرباب وأداء القصائد.
عرفت سنة 1952 انطلاقته كفنان ومقاوم للاستعمار الفرنسي، إذ أنه سجن ثلاثة أشهر في سجن إمنتانوت من طرف القائد المزوضي بعد أن أدى قصيدة «الضابط» أمام الملأ، واستنكر فيها الضرائب التي فرضها المستعمر أنذاك، بحضور الحكام العسكريين وقائد المنطقة في حفل أقامه أحد الأعيان.
عرفت عن الرايس واهروش روحه المرحة وانتقاده للأوضاع بطريقة ساخرة. عرفت أغانيه وطنيا، وشارك في عدة تظاهرات ومهرجانات وطنية، كما زار عدة أقطار أجنبية مثل فرنسا سنة 1963 و بلجيكا في 1964. بعدها أدى مناسك الحج سنة 1968.
يرجع آخر تسجيل لعمر واهروش إلى سنة 1987  قبل أن يداهمه المرض في نهاية عمره ويدخل مستشفى الأمراض العقلية سنة 1991.
توفي الحاج واهروش يوم 27 أكتوبر 1994 بمراكش, تاركا وراه سجلا غنيا من الأغاني الأمازيغية.